# LOVE TOGETHER (ノーナ・リーヴスの曲)
「LOVE TOGETHER」（ラヴ・トゥギャザー）は、日本のバンド・ノーナ・リーヴスによる6枚目のシングル。2000年3月23日にWARNER MUSIC JAPANより発売された。
ここでは、「LOVE TOGETHER 〜パラッパラッパーMIX〜」についても解説。

## 概要
前作「STOP ME」から約4ヶ月ぶりのシングル。本作と次作「DJ! DJ! 〜とどかぬ想い〜」は筒美京平によるプロデュースが行われている。

## 収録内容
| #         | タイトル                       | 作詞       | 作曲       | 時間  |
| --------- | ------------------------------ | ---------- | ---------- | ----- |
| 1.        | 「LOVE TOGETHER」              | 西寺郷太   | 西寺郷太   | 4:50  |
| 2.        | 「IF YOU WERE THERE」          | The Isleys | The Isleys | 3:47  |
| 3.        | 「LOVE TOGETHER」(dol-lop dub) | 西寺郷太   | 西寺郷太   | 5:51  |
| 合計時間: | 合計時間:                      | 合計時間:  | 合計時間:  | 14:28 |

### 解説
1. LOVE TOGETHER
  - タマノイ酢『黒酢ダイエット』イメージ・ソング。
  - ノーナ・リーヴスの代表曲の1つとして数えられることが多く[1][2]、ライブの定番曲となっている[1]。
2. IF YOU WERE THERE
  - アイズレー・ブラザーズのカバー。
  - 後に「DESTINY」の2013年盤のボーナストラックとして収録された。
3. LOVE TOGETHER (dol-lop dub)
  - 表題曲のリミックス・バージョン。

## LOVE TOGETHER 〜パラッパラッパーMIX〜
「LOVE TOGETHER 〜パラッパラッパーMIX〜」（ラヴ・トゥギャザー パラッパラッパー・ミックス）は、日本のバンド・ノーナ・リーヴスによる8枚目のシングル。2001年5月9日にWARNER MUSIC JAPANより発売された。

### 概要
表題曲「LOVE TOGETHER 〜パラッパラッパーMIX〜」は、CX系テレビアニメ「パラッパラッパー」の前期オープニングテーマとして起用され、スクラッチなどのSEを追加した別ミックスとなっている。
カップリング曲にはテンプテーションズの楽曲「JUST MY IMAGINATION (Running Away With Me)」のカバーを収録。
2024年現在、本シングルの配信は行われていない。

### 収録内容
| #  | タイトル                                                            | 作詞                             | 作曲                             |
| -- | ------------------------------------------------------------------- | -------------------------------- | -------------------------------- |
| 1. | 「LOVE TOGETHER」(パラッパラッパー・ミックス)                       | 西寺郷太                         | 西寺郷太                         |
| 2. | 「JUST MY IMAGINATION (Running Away With Me)」                      | Norman Whitfield & Barret Strong | Norman Whitfield & Barret Strong |
| 3. | 「LOVE TOGETHER」(オリジナル・ヴァージョン)                         | 西寺郷太                         | 西寺郷太                         |
| 4. | 「LOVE TOGETHER」(パラッパラッパー・ミックス〜インストゥルメンタル) | 西寺郷太                         | 西寺郷太                         |